# Dąbrówka Górna (Opole)
Pour les articles homonymes, voir Dąbrówka Górna.
Dąbrówka Górna est une localité polonaise de la gmina et du powiat de Krapkowice en voïvodie d'Opole.

## Histoire
De 1742 à 1945, Dombrowka-sur-l'Oder fait partie de l'arrondissement d'Oppeln (de) dans le district de Liegnitz au sein de la province de Silésie.